# Parafia Nawiedzenia Najświętszej Maryi Panny w Krakowie (Stare Miasto)

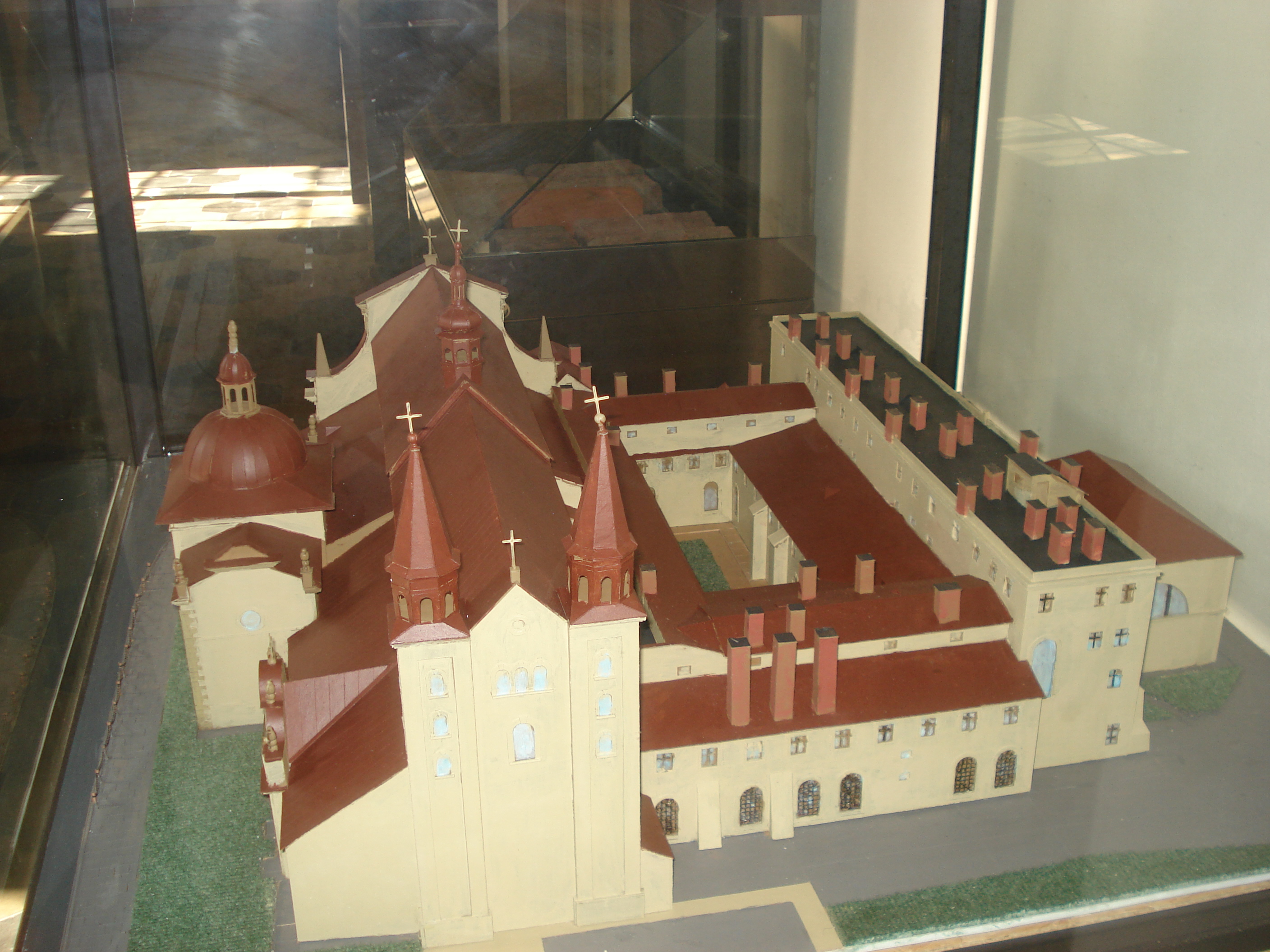
Model bazyliki Nawiedzenia NMP

Parafia Nawiedzenia Najświętszej Maryi Panny w Krakowie – parafia rzymskokatolicka należąca do dekanatu Kraków-Centrum archidiecezji krakowskiej na Piaskach, przy ulicy Karmelickiej.

## Historia parafii
Została utworzona w 1983.
Kościół parafialny wybudowany pod koniec XIV wieku, konsekrowany w 1412 i 1679.

## Wspólnoty parafialne
- Służba liturgiczna
- Arcybractwo Szkaplerza świętego
- Świecka Rodzina Karmelitańska
- Wspólnota modlitewna „BETANIA”
- Stowarzyszenie Wolontariat św. Eliasza
- Duchowa Adopcja Dziecka Poczętego
- Grupa Charytatywna
- Schola młodzieżowa
- Schola dziecięca
- Młody Karmel

## Zasięg parafii
Ulice: Asnyka, Basztowa 1, 3, 4, 5, Batorego, Biskupia, Czarnowiejska 1–25, Czysta, Dolnych Młynów, Dunajewskiego, Feldmana, Garbarska, Grabowskiego, Karmelicka, Kochanowskiego, Krowoderska 4, 6, 22–42, Krupnicza 3-21, Łobzowska 5–43, 2–40, Michałowskiego, al. Mickiewicza 13, 15, 27, 29, 35, 41, 47-61, Pawlikowskiego, Rajska, Sereno Fenna, Siemiradzkiego, Sobieskiego, Szlak 1, 3, 4, 7, 8, 9, 10, 11, 13, Szujskiego.